# Matti Steinmann
Ville Matti Steinmann (Hamburg, 1995. január 8. –) finn származású német utánpótlás válogatott labdarúgó.

## Pályafutása

### Klubcsapatban
Pályafutását a TSV Bargteheide és a SV Preußen Reinfeld csapatában kezdte, majd 2009 nyarán a Hamburger SV akadémiájához csatlakozott. 2014. augusztus 20-án debütált a Bundesligában a Bayern München csapata elleni bajnokin a 87. percben Nicolai Müller cseréjeként lépett pályára.

### A válogatottban
2015-ben debütált a német U20-as labdarúgó-válogatottban és tagja volt a válogatottnak, amely részt vett a 2015-ös U20-as labdarúgó-világbajnokságon.